# Kiến Đức (xã)
Kiến Đức là thị trấn huyện lỵ của huyện Đắk R'lấp, tỉnh Đắk Nông, Việt Nam.

## Địa lý
Thị trấn Kiến Đức nằm ở trung tâm huyện Đắk R'lấp, cách thành phố Gia Nghĩa 24 km về phía tây theo Quốc lộ 14, có vị trí địa lý:
- Phía bắc giáp huyện Tuy Đức
- Các phía còn lại giáp xã Kiến Thành.

Thị trấn Kiến Đức có diện tích 16,01 km², dân số năm 2019 là 10.808 người, mật độ dân số đạt 675 người/km².

## Hành chính
Thị trấn Kiến Đức có 8 tổ dân phố, bon được chia thành 7 tổ dân phố: 1, 2, 3, 4, 5, 6, 8 và bon Đắk B'Lao.

## Lịch sử
Trước đây, Kiến Đức là một xã thuộc huyện Đắk R'lấp.
Xã Kiến Đức được thành lập vào ngày 1 tháng 7 năm 1988 có diện tích tự nhiên là 3.200 ha, dân số khoảng 710 hộ với 2.679 khẩu chia làm 4 thôn.
Ngày 27 tháng 7 năm 1999, Chính phủ ban hành Nghị định 61/1999/NĐ-CP. Theo đó:
- Thành lập thị trấn Kiến Đức, thị trấn huyện lỵ huyện Đắk R'Lấp trên cơ sở 1.560 ha diện tích tự nhiên và 4.574 người của xã Kiến Đức
- Đổi tên xã Kiến Đức thành xã Kiến Thành.

Ngày 30 tháng 6 năm 2015, Bộ Xây dựng ban hành Quyết định 799/QĐ-BXD về việc công nhận đô thị Kiến Đức là đô thị loại IV.
Ngày 30 tháng 9 năm 2019, Hội đồng Nhân dân tỉnh Đắk Nông ban hành Nghị quyết 24/NQ-HĐND về việc:
- Sáp nhập TDP 9 vào TDP 1
- Sáp nhập một phần TDP 7 vào TDP 6
- Sáp nhập phần còn lại TDP 7 vào TDP 8.